# Rooimachine

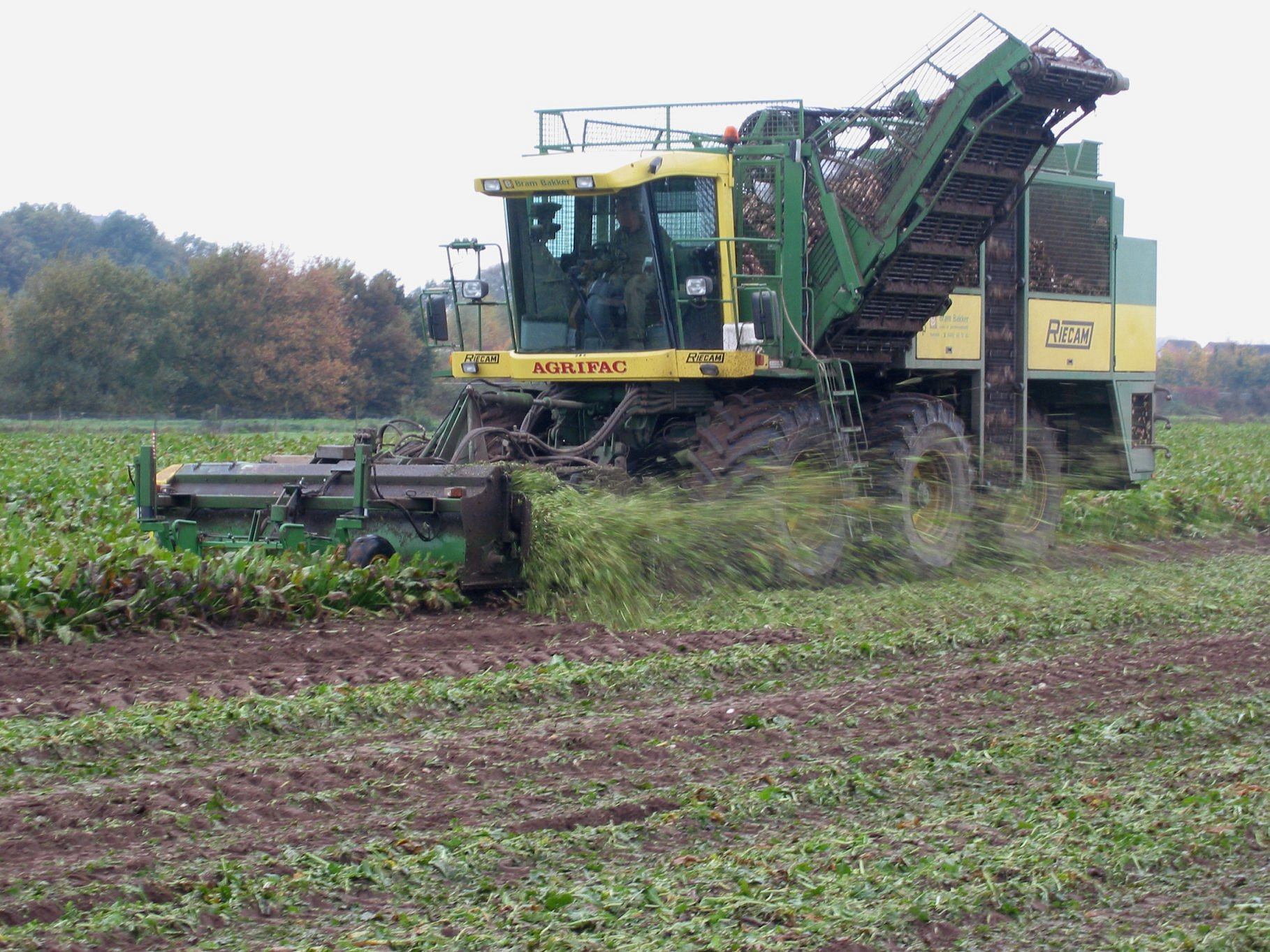
Zelfrijdende suikerbietenbunkerrooier

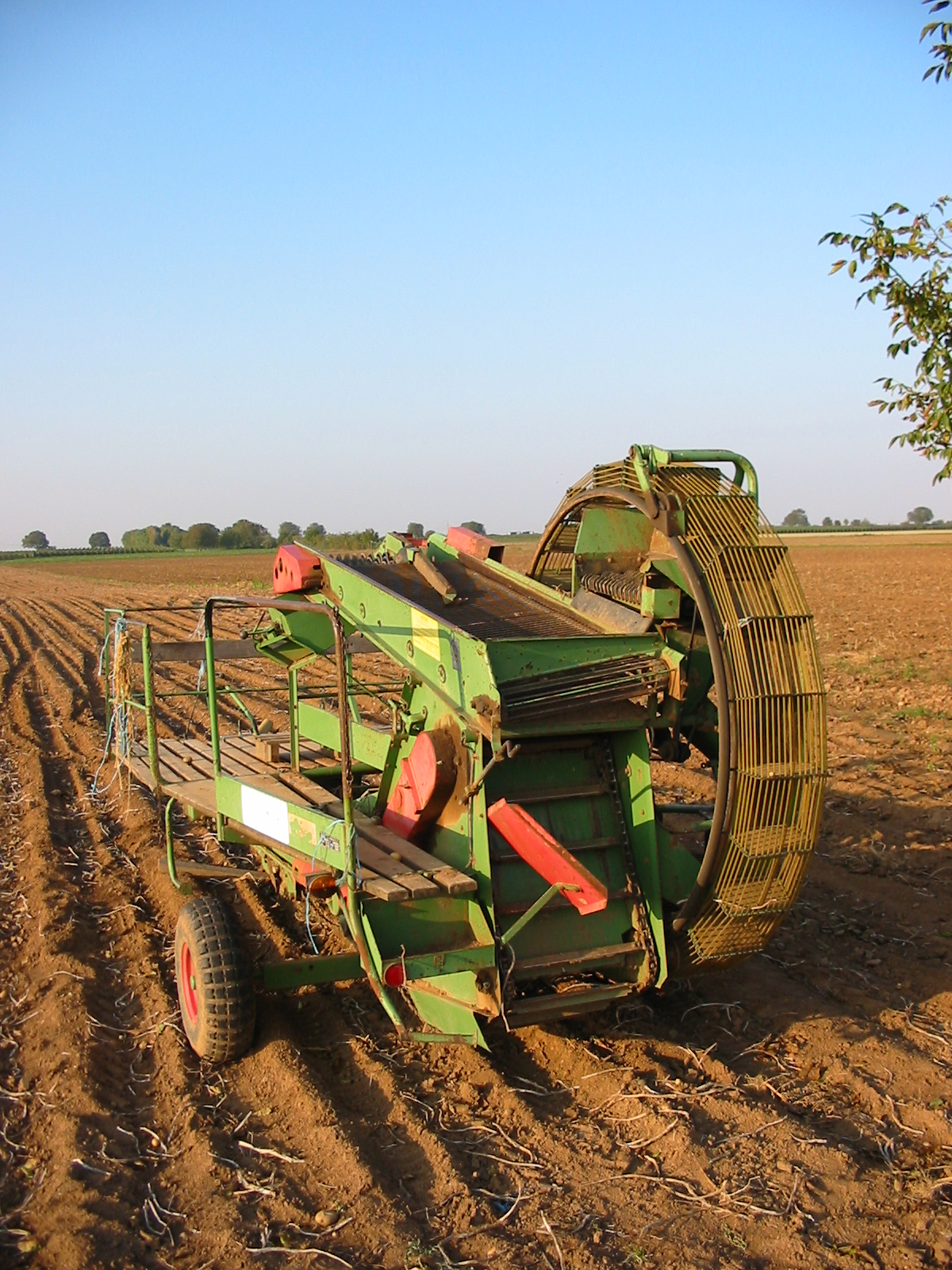
Een-rijige getrokken aardappelrooier

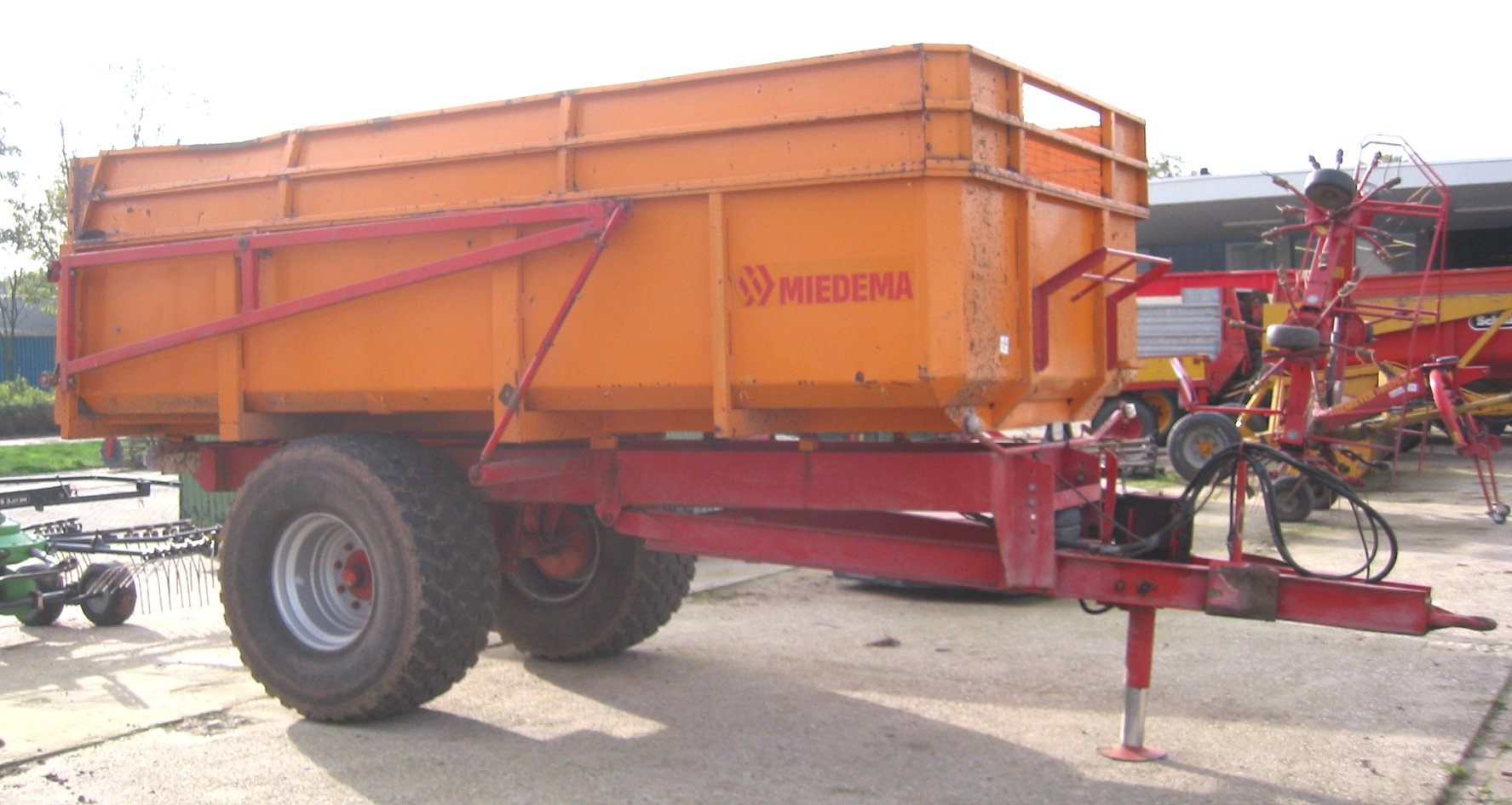
Getrokken kiepende laadwagen

Een rooimachine is een machine voor het oppakken van gewassen waarvan de opbrengst zich in of vlak op de grond bevindt, zoals onder andere aardappels, suiker- en voederbieten, uien, cichorei, witlofwortel en wortels.

## Werkingsprincipe
De meeste rooiers pakken voor de machine het product, zoals aardappelen en wortelen, met grond en al op. De grond wordt er op de rest van de machine uitgezeefd. Daarom worden aardappels, wortelen en witlofwortels op ruggen geteeld. Uitzonderingen zijn echter bloembollen. Daar wordt vaak niet alle grond er uitgezeefd. Dit omdat de grond zo als bescherming dient tijdens het rooien en het transport. Als wel alle grond eruit gehaald zou worden, zouden de bollen te veel beschadigen.
Bij bieten wordt er geen grond opgepakt, omdat de biet namelijk de vorm heeft van een kegel (waarvan het bovenste deel boven de grond uit steekt) is het mogelijk om de biet uit de grond te trekken. De aanhangende grond wordt er in de rest van de machine afgehaald door middel van "zonnen". Uien groeien op de grond, en worden derhalve ook gerooid zonder grond mee te nemen op de rooier.

## Soorten rooiers
De eerste rooiers werden voortbewogen met paarden. Later kwamen rooiers die door een tractor getrokken worden, en daarna ook zelfrijdende machines, zoals de suikerbietenrooier.
Een rooier is al dan niet uitgerust met een voorraadbunker. Bij bunkerrooiers wordt de bunker tijdens het rooien gevuld en pas als deze vol is gelost in een door een tractor getrokken aanhangwagen. Bij rooiers zonder bunker rijdt een tractor met aanhanger naast de rooier mee. De rooiers zonder bunker zijn meestal lichter dan bunkerrooiers, hierdoor is de bodembelasting lager. Nadeel is echter dat er wel een trekker met kiepper naast de rooier moet rijden, die de grond juist weer extra aandrukken. En ook is er extra personeel nodig. Door de voor- en nadelen hebben beide  rooisystemen bestaansrecht.
De opkomst van de zelfrijdende rooiers is het gevolg van schaalvergroting en automatisering in de landbouw. Door de trekker in de rooier te integreren is het mogelijk de capaciteit uit te breiden. Vaak is kan een rooimachine met enkele aanpassingen voor verschillende gewassen geschikt gemaakt worden.

## Plukmachine
Naast rooimachines zijn er ook plukmachines voor onder andere voor het plukken van spruiten of katoen.